# Undicesimo Dottore
(Intercalare tipico dell'Undicesimo Dottore)
L'Undicesimo Dottore è un personaggio immaginario interpretato da Matt Smith nella serie televisiva britannica di fantascienza Doctor Who.
Si tratta dell'undicesima incarnazione del "Dottore", il protagonista della serie prodotta dalla BBC fin dagli anni sessanta. Smith interpretò il personaggio dal 2010 al 2013 in tre stagioni della nuova serie e sette speciali, per un periodo complessivo di circa quattro anni.
Nella numerazione si considera l'"Undicesimo", ma in realtà è la tredicesima 
e ultima versione del personaggio nel suo primo ciclo di rigenerazioni, contando il War Doctor, la rigenerazione che si è creata tra l'Ottavo ed il Nono Dottore, e la rigenerazione del Decimo Dottore che durante la quarta stagione ha comunque mantenuto lo stesso volto.
Il Dottore è un Signore del tempo alieno ultracentenario originario del pianeta Gallifrey che viaggia nel tempo e nello spazio attraverso il TARDIS, frequentemente accompagnato da vari compagni di viaggio. Se rimane ferito in modo grave, ha la possibilità di rigenerare il proprio corpo; nel processo, cambiano il suo aspetto fisico e la personalità. I suoi principali compagni di viaggio in questa incarnazione sono Amy Pond (Karen Gillan), suo marito Rory Williams (Arthur Darvill), e Clara Oswald (Jenna-Louise Coleman). Inoltre, compare spesso al suo fianco l'enigmatica River Song (Alex Kingston), una viaggiatrice del tempo con la quale sembra avere una relazione sentimentale, e fu l'ultimo Dottore ad incontrare Sarah Jane Smith (Elisabeth Sladen) prima della morte dell'attrice che interpretava il personaggio, prendendo parte a due episodi dello spin-off Le avventure di Sarah Jane.

## Biografia del personaggio

### Quinta stagione
L'Undicesimo Dottore compare per la prima volta nei minuti finali dello speciale natalizio La fine del tempo quando la sua  precedente incarnazione si rigenera in seguito all'esposizione a una grande quantità di radiazioni. La nuova rigenerazione debutta pienamente nel primo episodio della quinta stagione L'undicesima ora, dove incontra una bambina, Amy Pond, e scopre che in casa sua c'è una misteriosa crepa. Molti anni dopo Amy incomincia a viaggiare con Il Dottore alla vigilia del suo matrimonio con Rory Williams. Nell'episodio Il tempo degli angeli, incontra per la seconda volta la misteriosa River Song. Scopre inoltre che le crepe come quella nel muro di Amy stanno cancellando dal tempo e dallo spazio chiunque tocchi la loro luce. Dopo che Amy tenta di sedurre il Dottore, quest'ultimo recluta Rory come compagno da I vampiri di Venezia, nella speranza di riaccendere la fiamma del suo rapporto con Amy, fino a Sangue freddo, dove viene ucciso per proteggere il Dottore e viene cancellato dalla storia dalla crepa. Negli episodi finali La Pandorica si apre e Il Big Bang una forza sconosciuta fa esplodere il TARDIS, causando la fine dell'universo, e si scopre così che è stata essa a creare le crepe. Il Dottore entra nella Pandorica (la quale racchiude l'essenza del vecchio universo) e, facendola esplodere contro il TARDIS, il quale è in una fase di stasi in cui continua a esplodere, si sacrifica per il bene superiore. L'universo si riaccende e Amy si sposa con Rory. Grazie a River, Amy riesce a ricordare il Dottore, il quale ritorna, presentandosi al matrimonio dei suoi amici sotto gli occhi degli invitati. Alla fine Amy e Rory decidono di continuare a viaggiare con il Dottore.

### Le avventure di Sarah Jane
Dopo aver portato i suoi compagni in un pianeta in luna di miele, l'Undicesimo Dottore vive un'avventura insieme alle sue amiche ed ex compagne Sarah Jane Smith e Jo Grant (entrambe lo avevano accompagnato per la prima volta nella sua terza incarnazione sebbene Sarah lo abbia incontrato anche nella sua precedente incarnazione) nel duplice episodio Death of the Doctor, in cui affrontano gli Shangsheet. Il Dottore rivela anche che prima di rigenerarsi nel suo attuale corpo aveva visitato tutti i suoi precedenti compagni, a dispetto dei pochi che erano stati mostrati in La fine del tempo (seconda parte).

### Sesta stagione

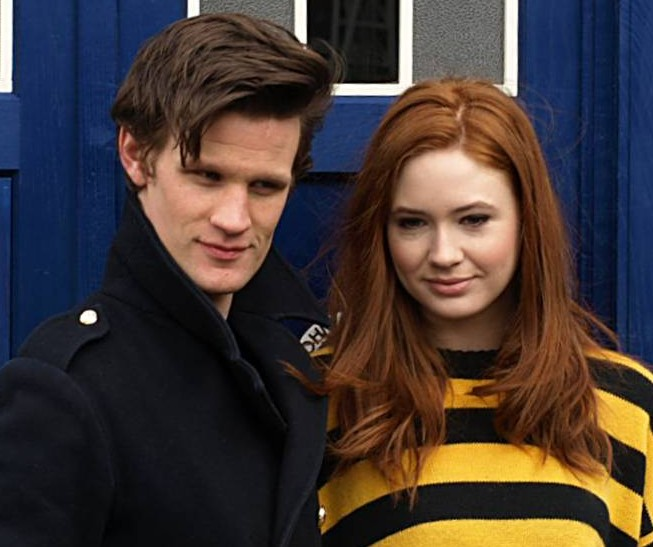
Il Dottore con Amy Pond

La sesta stagione si apre con l'episodio L'astronauta impossibile dove Amy, Rory e River guardano impotenti l'assassinio di una versione futura dell'Undicesimo Dottore sul Lago Silencio. Amy, River, Rory e il Dottore (la versione antecedente al suo omicidio) scoprono successivamente che l'America è invasa da strani alieni chiamati "Silenti", appartenenti un ordine religioso (il Silenzio) che ha come suo principale obiettivo l'uccisione del Dottore, infatti erano stati loro a manomettere il TARDIS facendolo esplodere e ad architettare la sua futura morte come un punto fisso nel tempo. Durante la sesta puntata il Dottore scopre che Amy è un Avatar di carne e che la vera Amy è rinchiusa su un asteroide ad un passo dal parto. Il Dottore e Rory formano un esercito e si dirigono a Demon's Run dove Amy ha appena partorito sua figlia, Melody Pond. Il Dottore e Rory riescono a liberare Amy e finalmente viene rivelata la vera identità di River, quest'ultima infatti è proprio Melody Pond, la figlia di Amy e Rory.
Il Dottore riesce a salvare Amy, ma non sua figlia, che rimane prigioniera de L'ordine del Silenzio. Durante l'ottava puntata il Dottore, Amy e Rory scoprono che Mel, la migliore amica di sempre dei due ragazzi, è una giovane River Song che ancora non ha conosciuto il Dottore e che è stata addestrata per uccidere il Signore del Tempo. La giovane River vuole uccidere il Dottore, ma alla fine dell'episodio finisce con l'innamorarsi di lui. Il Dottore continua a viaggiare con i coniugi Pond fino a quando lui stesso deciderà di viaggiare da solo per permettere ad Amy e Rory di vivere la loro vita. Nell'ultimo episodio della sesta stagione Il Dottore è pronto per morire per mano di River, fu proprio lei durante il primo episodio della sesta stagione ad assassinarlo, costretta dal Silenzio. River non vuole ucciderlo e questo causa un'alterazione della linea temporale. Alla fine Il Dottore decide di convincere River a ucciderlo accettando la sua proposta di matrimonio. Il Dottore e River si sposano e lei apparentemente lo uccide. Alla fine dell'episodio si scopre che in realtà River non ha sparato a suo marito, ma a un Teselecta, un robot con le fattezze del Dottore mentre lui era all'interno del suo avatar miniaturizzato. Negli ultimi istanti dell'episodio Il Dottore scopre che Il Silenzio voleva ucciderlo per non fargli raggiungere i campi di Trenzalore, dove lui è destinato a morire, e per non fargli rispondere alla domanda più antica dell'Universo: Doctor Who? (Dottore chi?).

### Settima stagione
La settima stagione è divisa in due parti, la prima è dedicata ai Pond. Nel primo episodio il Dottore dovrà risolvere la crisi tra Amy e Rory e conoscerà Oswin, una ragazza convertita in un Dalek, la quale morirà per salvare il Dottore. Nel quinto episodio il Dottore e Amy dovranno affrontare gli Angeli Piangenti per salvare Rory, questo è l'ultimo episodio dei Pond. Rory infatti verrà preso da un angelo che lo confinerà in un altro tempo, Amy deciderà di seguirlo per vivere con lui e, di fatto, dicendo addio al Dottore che in preda alla depressione troverà comunque il conforto di River. Il Dottore propone a sua moglie di diventare la sua nuova compagna di viaggio, ma lei preferisce rifiutare l'offerta perché, pur essendo sempre a sua disposizione, è consapevole che non sarebbe vantaggioso per nessuno dei due se viaggiassero sempre a stretto contatto.
Nell'episodio di Natale, tra il quinto e il sesto episodio, il Dottore incontra Clara Oswald, una tata vittoriana molto curiosa, e affronta La Grande Intelligenza che si vuole impadronire del mondo. Il Dottore sconfiggerà la Grande Intelligenza grazie a Madame Vastra e all'aiuto di Clara, ma purtroppo non riuscirà a salvare la ragazza. Il Dottore scoprirà alla fine dell'episodio che Clara è esattamente la stessa persona che durante il primo episodio della stagione fu convertita in un Dalek. Inizia quindi a cercarla, e troverà la "vera" Clara Oswald nella sesta puntata dove affronta una specie di wi-fi assassino, controllato dalla Grande Intelligenza. Durante la fine dell'episodio il Dottore convince Clara a viaggiare con lui in modo che possa scoprire come sia possibile che sia morta due volte. I due viaggeranno per tutta la restante settima stagione. Nell'ultimo episodio della settima stagione Madame Vastra e i suoi amici vengono rapiti dalla Grande Intelligenza che vuole portare il Dottore a Trenzalore, dove si trova la sua futura tomba. Arrivato a Trenzalore insieme a Clara per salvare i suoi amici, Il Dottore scopre che la Grande Intelligenza vuole entrare nella sua linea temporale per trasformare ogni sua vittoria in una sconfitta. Una volta che la Grande Intelligenza entra nella linea temporale del Dottore quest'ultimo rischia di morire e con lui centinaia di pianeti e persone, che aveva salvato in precedenza. Clara decide di salvarlo ed entra anch'essa nella linea temporale per annullare ciò che la Grande Intelligenza aveva fatto dividendosi in milioni di diverse "Clara" che vivono in ogni epoca per salvare Il Dottore, infatti le due ragazze che aveva incontrato in precedenza erano le sue eco. Il Dottore è pronto a salvare Clara, ma prima vuole dire addio a River, la quale è stata presente per tutto il tempo sotto forma di "fantasma" (la morte di River avviene nella nona puntata della quarta stagione quando il Decimo Dottore salvò la sua memoria in una banca dati) e la saluta per l'ultima volta baciandola. Una volta entrato nella sua linea temporale riesce a salvare Clara ma purtroppo incontra una sua incarnazione segreta, il War Doctor, quella che ha combattuto la Guerra del Tempo: l'Undicesimo Dottore con rabbia si rivolge alla sua vecchia incarnazione, rimarcando il fatto che lui non merita di chiamarsi il "Dottore".

### Speciali 2013

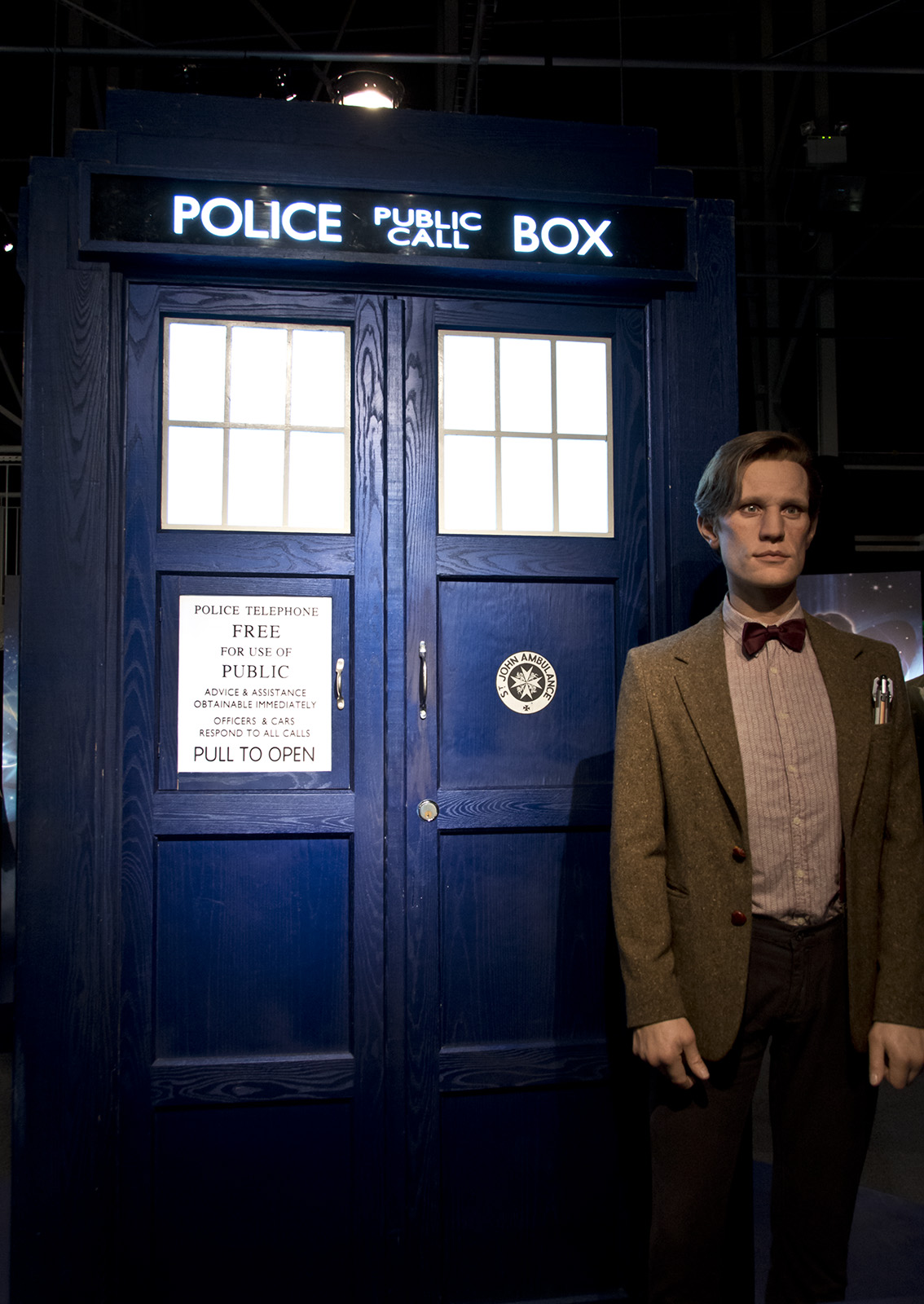
Una statua di cera raffigurante l'Undicesimo Dottore insieme al TARDIS.

Nell'episodio del Cinquantenario della serie Il giorno del Dottore il Dottore incontra la sua incarnazione rinnegata (il War Doctor), quella che ha combattuto nella Guerra del Tempo, disconosciuta dalle altre incarnazione per aver cancellato via Gallifrey e gli altri Signori del Tempo. Inoltre incontra anche la sua precedente incarnazione, il Decimo Dottore. I tre Dottori tentano di impedire agli Zygon di conquistare la Terra. Riusciti nell'impresa, il Decimo e l'Undicesimo Dottore imparano a rispettare il War Doctor, capendo che fece la cosa giusta cancellando via Gallifrey dall'universo, ponendo fine alla guerra. I tre quindi decidono di premere insieme il pulsante della famigerata arma chiamata il Momento, ma Clara li convince che è uno sbaglio, perché questo non è nello stile del Dottore, dunque le tre incarnazioni capiscono che possono riscrivere a storia. I tre Dottori chiamano tutte le altre nove incarnazioni e insieme congelano Gallifrey in un altro universo senza provocare nessuna vittima. Le due precedenti incarnazioni torneranno nelle loro linee temporali dimenticandosi quello che è successo mentre l'Undicesimo Dottore e Clara continueranno a viaggiare e questa incarnazione avrà un sogno nel quale salvava Gallifrey.
In Il tempo del Dottore il Dottore scopre che i Signori del Tempo stanno cercando di comunicare con lui attraverso una crepa del tempo sul pianeta Trenzalore, dove è destinato a morire, in quanto vogliono che lui dica il suo nome per farli tornare nel loro universo, ma così facendo si rischierebbe una nuova Guerra del Tempo. Perciò decide di rimanere sul pianeta, nella città chiamata "Natale" per proteggerla dagli attacchi alieni essendo in una situazione di stallo nella quale lui non può andarsene senza far sì che il pianeta e la sua gente vengano uccisi, e non può neanche essere rimosso di lì dai suoi nemici per paura che pronunci il suo nome.
Mentre Clara viene da lui allontanata, il Dottore trascorre secoli su Trenzalore, invecchiando e sapendo di avere il destino segnato in quanto ha esaurito tutte le sue rigenerazioni. Quando Clara ritorna (dalla sua prospettiva solo pochi minuti) il Dottore è in fin di vita mentre i Dalek hanno invaso la città e richiedono la sua presenza per ucciderlo. Clara, non potendo sopportare questo, implora attraverso la crepa i Signori del Tempo di aiutarlo. Le suppliche vengono accolte e donano al Dottore nuova energia rigenerativa per concedergli un secondo ciclo di rigenerazioni, permettendo al Dottore di salvarsi dai Dalek e ringiovanisce come fase di "reset" per il processo completo di rigenerazione. Dopo aver lasciato il pianeta insieme a Clara, il Dottore rassicura che si sarebbe sempre ricordato ciò che ha vissuto, anche con un aspetto diverso, concludendo le sue ultime parole con la frase "Ricorderò quando il Dottore ero io per sempre" e avendo nei suoi momenti finali un'allucinazione di Amy, la prima che ha visto il suo volto, per poi trasformarsi in un breve bagliore nel Dodicesimo Dottore davanti a Clara.

### Ottava stagione
L'Undicesimo Dottore appare anche alla fine del primo episodio dell'ottava stagione. In questa breve apparizione l'Undicesimo Dottore (poco prima di rigenerarsi) chiama Clara e le chiede di aiutarlo ora che ha un nuovo volto e quindi una nuova vita. Attraverso la telefonata, sente brevemente la voce del suo successore, rimanendo deluso nello scoprire che diventerà vecchio, ma consigliando comunque alla compagna di stare con lui. 
Nell'episodio Il bidello il Dodicesimo Dottore incontra un insegnante collega di Clara che ha una vaga somiglianza con l'Undicesimo Dottore, portandolo a credere che sia il fidanzato della sua compagna, commentando che gli ricorda "un certo viaggiatore nel tempo". Riappare brevemente attraverso un flashback da 
Le campane di St. John nell'episodio Morte in Paradiso, dove si scopre chi è stato a far incontrare il Dottore e Clara. Immagini di lui sono visibili in I mariti di River Song, C'era due volte e I bambini senza tempo.

## Aspetto

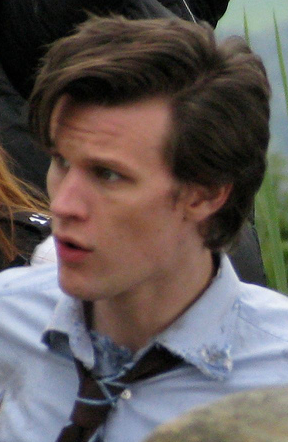
L'Undicesimo Dottore nell'episodio L'undicesima ora.

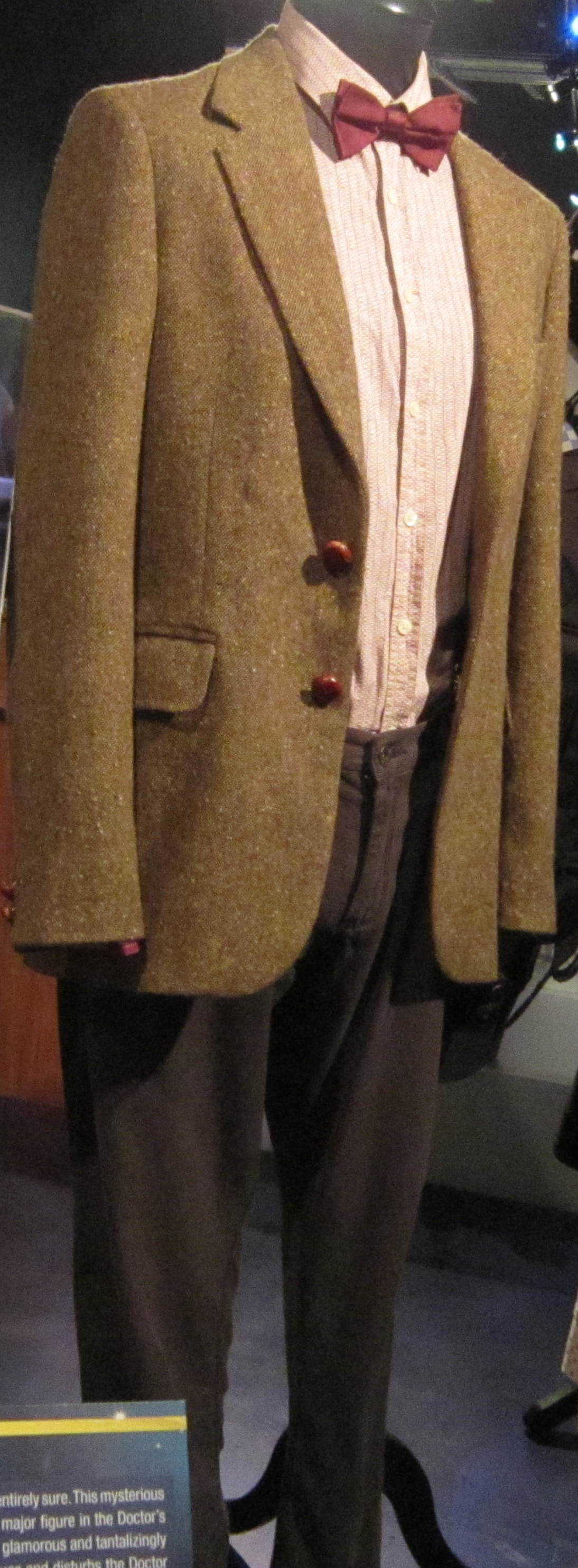
Il vestito dell'Undicesimo Dottore esposto alla Doctor Who Experience a Cardiff.

L'Undicesimo Dottore trascorre la maggior parte del suo primo episodio da protagonista, L'undicesima ora, indossando i malandati vestiti del precedente Decimo Dottore, portando la Amelia Pond bambina a soprannominarlo "il Dottore stropicciato".
In seguito, i suoi abiti iniziali, scelti nel corso dell'episodio dal guardaroba di un ospedale, consistono in una giacca di tweed beige con delle toppe sui gomiti, papillon di colore o rosso o blu, bretelle dei medesimi colori dei papillon, camicia bianca o rossa o blu, dalla sesta stagione invece cambierà le sue camicie con una camicia in Oxford azzurra, una camicia in cotone a righe viola da abbinare a bretelle e papillon del medesimo colore, una camicia in tattersal e jeans neri cerati . Nelle storie successive, al suo guardaroba si aggiunge un cappotto verde militare doppiopetto in fustagno . Quando il Dottore perde la sua giacca di tweed originale nella puntata Carne e pietra, la rimpiazza con una giacca marrone che avrebbe indossato fino allo speciale natalizio Canto di Natale. Infine, sembra avere un debole per i fez e le cravatte a farfalla, che definisce "forti" ("cool" nell'originale). Durante le stagioni 5 e 6 indossa tre differenti giacche di Tweed una di Tweed Donegal (presa dal guardaroba dell'ospedale) la seconda di Tweed Harris (persa nell'episodio Carne e Pietra) e dopo che la sua giacca di Donegal viene danneggiata da un Dalek la sostituisce dall'episodio dopo (Un canto di Natale) con una in Tweed Shetland che verrà indossata fino all'episodio 5 della settima stagione( gli angeli prendono Manhattan). Per quanto riguarda le scarpe durante la stagione 5 indossa degli stivali all-saint layer (solamente nell'undicesima ora) e per il resto della stagione indossa una replica di tali stivali creata per sembrare usurato. Per la stagione 6 indossa invece degli stivali alti neri con una decorazione brouge cap-toe fatti su misura.
Dall'episodio sei della settima stagione inizia a indossare una redingote viola melanzana , un farfallino e un panciotto entrambi di colore tendente al viola o grigio.Il panciotto di Incubo Cybermen possiede i revers ed è in velluto. Nell'episodio delle campane di St. John non indossa alcun panciotto. I farfallini inoltre presentano alcune fantasie come una floreale (nell'episodio Incubo Cybermen) o a pallini (negli episodi Il giorno del dottore, Il tempo del dottore nella scena della rigenerazione)o con spighe di grano (le campane di St John e Viaggio al centro del Tardis). Indossa inoltre un orologio da taschino con catena Albert doppia ( il cui medaglione ha sopra inciso un cardo vittoriano) che nell'episodio un respiro profondo verrà barattato dal Dodicesimo Dottore per un cappotto. Inoltre indossa una camicia azzurra tendente al grigio o a righe o di un azzurro acceso, jeans scuri cerati o pantaloni in lana pied du poule, bretelle grigie o nere e stivali brouge viola e marroni o brouge con due tonalità di marrone differenti(indossati esclusivamente con i pantaloni di lana).
Inoltre nell'episodio I pupazzi di neve cambia il suo vestiario indossando una redingote con pelliccia, un panciotto in velluto di colore viola con revers, una camicia bianca con righe rosse,un cappello a cilindro e una cravatta scura che successivamente verrà sostituita da un farfallino con un motivo floreale di colore scuro . 
Mentre nell'episodio l'orrore cremisi indossa una variante in tweed del suo abbigliamento della settima stagione con l'aggiunta di una bombetta. 
In tutti i suoi costumi il dottore presenta un orologio Sekondao Buler color oro o argento portato con quadrante girato.
Nel corso di un'intervista a Doctor Who Magazine, lo sceneggiatore Steven Moffat rivelò che in origine il costume dell'Undicesimo Dottore era completamente diverso e che venne modificato poco tempo prima dell'inizio delle riprese. Il "look" inizialmente pensato per il personaggio, avrebbe dovuto essere simile a quello di Jack Sparrow in Pirati dei Caraibi. Tuttavia, Matt Smith non era soddisfatto del costume e chiese un radicale ripensamento. Inoltre, Smith menzionò anche in un'intervista del 2012 che il suo Dottore avrebbe dovuto indossare un lungo impermeabile di pelle, ma che l'idea venne scartata "perché faceva troppo Matrix". Il costume poi scelto, in particolare il dettaglio del papillon, si ispirò a quello indossato da Patrick Troughton nella sua interpretazione del Secondo Dottore, essendo Matt Smith un grande fan di Troughton.
L'Undicesimo Dottore è una delle rigenerazioni più giovani fisicamente, sembrando un uomo sui venticinque anni. Il suo aspetto giovanile ha sorpreso la sua ex compagna Jo Grant, turbato il War Doctor ed è stato preso in giro da River Song. Ha gli occhi verdi, orecchie prominenti se rasato (come visto in Il tempo del Dottore) e ha un grande mento che è a volte ridicolizzato. Ha i capelli castano scuro, inizialmente lunghi ma poi leggermente accorciati nel corso degli episodi.

## Personalità
Steven Moffat descrisse l'Undicesimo Dottore come un "vecchio intrappolato nel corpo di un giovane" e Matt Smith lo interpretò come un tizio con "le mani sporche di molto sangue" che affronta continui viaggi in cerca di emozioni forti. È un tipo allegro e stravagante, entusiasta di natura, ma facilmente incline alla noia. L'Undicesimo Dottore ha inoltre un debole per i bambini e non è capace di rifiutare loro aiuto. Possiede un carattere eccentrico e si dimostra in alcuni casi goffo, particolarmente in fatto di questioni romantiche, unitamente all'abitudine frequente di gesticolare quando si trova in situazioni di tensione. Anche se molto intelligente, l'Undicesimo Dottore spesso si rende conto di essere lento di comprendonio quando non riesce a trovare la soluzione giusta sul momento. Ogni volta che si lancia verso un pericolo incerto urla sempre "Geronimo". 
Ha dimostrato di essere molto affezionato ad Amy, Rory e River, in particolare alla prima in quanto è stata la prima persona che ha incontrato dopo la sua rigenerazione, e alla terza che ha finito per sposare. La perdita dei primi due lo ha fatto stare per un po' di tempo devastato dal dolore e in ritiro. Solo l'incontro con Clara ha riacceso il suo spirito d'avventura e si è preso la responsabilità di proteggerla dopo aver assistito in precedenza alla morte di due sue copie, che poi scoprirà essere sue eco che vivevano solo per salvarlo, risolvendo quindi il mistero da lui chiamato "Ragazza impossibile". Secondo il Dodicesimo Dottore, l'Undicesimo si è visto ad un certo punto come il "ragazzo" di Clara. 
Si è divertito a prendere in giro il Decimo Dottore sulla sua figura esile, sul portare "scarpe di tela" e aver baciato per sbaglio un alieno; per il resto lavorano bene insieme, spesso sincronizzati (Il giorno del Dottore). Entrambe le incarnazioni hanno in comune l'essere giovani, energici, amichevoli, infantili e "Dottori molto più umani" rispetto ai loro predecessori: entrambi possono diventare però avversari pericolosi se spinti al limite. Ha inizialmente un forte odio invece nei confronti del cosiddetto "Dottore Guerriero", ritenendolo aver infranto la promessa del loro nome. Dopo aver collaborato con lui, la sua opinione su di lui è migliorata e lo ha riconosciuto a tutti gli effetti come "il Dottore". 
In alcune occasioni si è dimostrato un individuo capriccioso, facile ad improvvisi e violenti scoppi d'ira, in particolare quando sono in pericolo le persone a lui care. Non è incline all'inganno, o alla manipolazione, e non ricorre all'intimidazione anche se provocato. Basta la sua presenza per intimidire gli avversari. Interi eserciti hanno scelto di fuggire piuttosto che affrontarlo, anche se di solito si presenta disarmato e ammette apertamente di non avere un piano. Nonostante un'apparenza tendenzialmente ottimista, spesso il Dottore mostra di portarsi dietro un forte senso di colpa retaggio di fatti accaduti nel passato. Infine, prova un forte senso di sconcerto verso il concetto di mortalità degli esseri umani.

## Accoglienza
L'interpretazione del Dottore data da Matt Smith venne accolta con favore dalla critica. Martin Anderson di Shadowlocked definì Smith "il miglior Dottore sin dai tempi di Tom Baker negli anni settanta". La sua prova d'attore in Carne e pietra fu lodata da critici e fan. Nella sua recensione su The Daily Telegraph, Gavin Fuller fece notare come "Matt Smith fosse una delle ragioni principali del rinnovato successo della serie". Kyle Anderson su Nerdist scrisse: "non so cosa ne pensiate voi, ma l'Undicesimo Dottore è il MIO Dottore". Anche Dan Martin del The Guardian definì Smith "il Dottore definitivo".